# Priam prosi Achillesa o zwrot ciała Hektora
Priam prosi Achillesa o zwrot ciała Hektora (ros. Приам, испрашивающий у Ахиллеса тело Гектора) – powstały w 1824 obraz rosyjskiego malarza Aleksandra Andriejewicza Iwanowa, obecnie w Państwowej Galerii Tretiakowskiej w Moskwie.

## Opis
To dzieło Iwanowa, za które nagrodzony został małym złotym medalem. Obraz powstał w pierwszym okresie twórczości, gdy artysta przebywał jeszcze w swym rodzinnym Petersburgu, uczęszczając na wykłady w Akademii Sztuk Pięknych. Miał wówczas 18 lat.
Podjęty przez Iwanowa temat zaczerpnięty został z mitologii greckiej i Iliady Homera. Wcześniej inni twórcy przedstawiali Priama proszącego o zwrot ciała syna, m.in. Felice Giani, Asmus Jacob Carstens, Alessandro Varotari. Scena była także przedstawiana w sztuce antycznej (ceramika, rzeźba nagrobna).
Już starożytni Grecy przedstawiali Priama pełnego godności i dostojeństwa, noszącego na swych barkach tragedię obleganego miasta i śmierć własnego syna, a był dla nich wodzem wrogiego ludu. Zabity przez Achillesa Hektor to postać podziwiana za umiłowanie ojczyzny, poświęcenie dla niej i odwagę w walce; nienaganny mąż i ojciec, opiewany w poezji. Achilles był legendarnym bohaterem tessalskim, królem Myrmidonów we Ftyi, synem nereidy Tetydy.
Hektor zginął z ręki Achillesa. Achaj nie chciał wydać ciała pokonanego, zostało ono nawet zbezczeszczone. Tak Achilles mścił się za śmierć przyjaciela Patroklosa. Priam, chcąc wypełnić obowiązki rodzicielskie i zachować prawa boskie, udał się do obozu greckiego, by poprosić Achillesa o wydanie zwłok. Priam wspomniał ojca Achillesa Peleusa i jego przyjaciela Patroklosa. Wzruszony Achilles zdecydował się na zwrócenie ciała, sam je nawet składając na marach.
Iwanow przedstawił Priama jako nie kryjącego żalu starca. Achilles zdaje się być jego przeciwieństwem, jest młody. Starzec klęczy, trzymając Achillesa za rękę. Achilles patrzy na przybyłego z lekką pogardą. Chociaż może już żal zaczyna budzić się w jego sercu. Rzecz dzieje się w namiocie w obozie Greków. Przez uchyloną kotarę widać rydwan z dwoma białymi rumakami. Obok lewego ramienia Achillesa znajduje się złota urna z prochami skremowanego ciała przyjaciela. Nad urną rzeźba Zeusa. Za nią zbroja i hełm. Po przeciwnej stronie obrazu stoją Automedon i Alkim, zgodnie z opisem Homera. Na ziemi obok Priama leży kaduceusz.